# Just Like a Woman (film 1912)
Just Like a Woman è un cortometraggio muto del 1912 diretto da D.W. Griffith.

## Produzione
Il film fu prodotto dalla Biograph Company. Venne girato in California.

## Distribuzione
Distribuito dalla General Film Company, il film - un cortometraggio di una bobina - uscì nelle sale cinematografiche USA il 18 aprile 1912.
Copia della pellicola viene conservata negli archivi della Library of Congress.